# Селезни (Смоленская область)
Селезни́ — деревня в Смоленской области России, в Велижском районе. Расположена в северо-западной части области в 18 км к востоку от Велижа на левом берегу реки Западная Двина.
Население — 822 жителя (2007 год). Административный центр Селезнёвского сельского поселения.

## История
Селезневское сельское поселение расположено в восточной части Велижского района, имеет площадь 134.0 кв. км. Протяженность территории с севера на юг – 11,5 км, с запада на восток – 12,5 км.
   Численность населения на 1 января 2017 г. составила 882 человека, в том числе 120 детей, 225 человек трудоспособного населения, 187 человек пенсионеров, 92 инвалидов и 68 ветеранов. В 2016 году родилось 5 детей, 11 человек приехали на постоянное местожительство.
   Богатая история этого края уходит в глубокую древность. Около 40 лет здесь работает Северо – западная экспедиция Эрмитажа. Здесь расположен «Сертейский археологический комплекс» уникальных поселений каменного века, первые племена появились здесь уже 12 тысяч лет назад, найдены редкие свайные постройки 3 – 6 тыс. до н.э. В перспективе возможно здесь создание туристической зоны Смоленской области.
   Селезни и окрестности – бывшее имение графов Мордвиновых. Было подарено Степану Мордвинову еще Потемкиным. Его сын Николай высокообразованный человек, адмирал, государственный деятель, единственный из членов Верховного уголовного суда отказался подписать смертный приговор декабристам, был знаком с А. С. Пушкиным и М. Ю. Лермонтовым. Служил при трех царях, умер весьма в преклонном возрасте.
Для управления обширным хозяйством в Селезнях было построено имение, в котором жил управляющий с семьёй (на месте современного Дома – интерната для престарелых). Имение представляло собой кирпичный дом красивой архитектуры (разрушен в 1942 г.) вокруг него разбит липовый парк с декоративными кустарниками, прудом в нижней части, беседками и тенистым островком. Пруд полукругом огибала дорога, ведущая в имения в Велиже. Вокруг имения располагались многочисленные дворовые и хозяйственные постройки: на месте старой больницы – графская рукодельня, где селезнёвские крестьянки пряли шерсть, лен, ткани, холсты, вышивали. На месте ул.Горького до горки стояли животноводческие фермы, а рядом коптильня, колбасная, сырзавод. Но до поры оставалось нетронутым главное богатство графа – леса.
    Сам Мордвинов посетил своё имение дважды. В 1905 году впервые посетил Селезни. Было это весной в мае, подъехал на машине к речке у Белоусово, на ней не было моста. Граф договорился с местными мужиками и те по большой воде перенесли автомобиль на руках. Офицер за это вытащил горсть золотых монет и бросил прямо в толпу мужиков. Крестьяне с этих денег многие и «зажились». Все, осмотрев в имение, пообщавшись с управляющим, сочувствуя нуждам, граф начал хлопотать перед земством о постройке в Селезнях школы.  
    В 1905 году сын Николая Степановича Мордвинова, Александр, способствует строительству в Селезнях школы.
    Строили её местные мастера, приглашенные из окрестных деревень. Место выбрали высокое, среди высокого соснового бора. Не нужно было подвозить древесину, её заготовляли здесь на месте, свалив вековые сосны. Школа была задумана как двухэтажное здание с печным отоплением. В ней же размещались, кроме классов, квартиры для учителей. Школьное здание имело 2 крыльца – чёрное и парадное, парадное выходило к аллее и зелёному классу, обсаженному акацией. Вся школа была украшена деревянной резьбой. Её изготовили также местные умельцы – резчики. По красоте не было в округе равного ей здания.
   Сейчас эта школа носит имя нашего земляка писателя Семена Дмитриевича Казакова.
 В своих владениях граф Мордвинов организует лесопереработку. В 1910 году в Селезнях началось строительство крупного лесозавода. При лесозаводе работала судоверфь, крупнее, чем в Велиже. Открылся сплав в Горянях. Работало 200 человек наемных рабочих. В сутки перерабатывали 150 куб. м. древесины. Судоверфь спускала на воду до 100 барж.
С 1922 года лесозавод перешел на хозрасчет. На нем работало уже 77 чел. Он производил пиломатериалы, муку, крупу, сукно, растительное масло. В 1914 году графский сын во второй раз приехал в Селезни. Ему очень понравилось здесь он остался доволен своими делами на заводе, судоверфи, мельнице. Александр Николаевич Мордвинов называет Селезни «жемчужиной» своих имений. Мечтал здесь построить дворец на горе у леса Падора. Первая Мировая война, хозяйство заглохло, многие рабочие были призваны в армию.
  В свой последний приезд в Селезни Мордвинов посетил посёлок сплавщиков и лесорубов.
   Революция 1917 года прошла для селезневцев незаметно. Сначала в Велиже, потом в сёлах создавались советы, они стали управлять жизнью в селе. 20 – е годы для селезневцев запомнились как разгул бандитизма, как в деревне, так и в районе.
    Вообще, в 20-х – 30-х годах жизнь в Селезнях била ключом, было много молодежи, был построен молодежный клуб.
 Необходимо вспомнить ещё об одном предприятии, долго работающем в Селезнях. Это – льнозавод, который был построен в 1932 году и проработавший до 1978 года. Первым директором был Григорий Порфен. Во время ВОВ завод не работал. В 1956 году сгорел главный цех завода, его восстановили, но пришлось работать в три смены.
    В 1918 году в Селезнях создается коммуна на базе имения. В 1930 году создается Селезневский совхоз, позже преобразованный в сельхозартель им. Калинина. Его возглавляли в разное время Исаков Ф. И., Соколов, Бордюков, Давыдов, Царенко, Егоров, Бахнов.
    Совхоз «Селезнёвский» образовался 23 февраля 1960 года на базе деревень от Староселья до Бобовой Луки и от Жигалова до Белоусова. Первым директором совхоза был Медведев И.Е., долгое время его возглавлял С.И.Новиков, бывший партизан, много сделавший по благоустройству села и по хозяйственной деятельности на смену ему пришел Салодин Виктор Григорьевич, проработал директором около года. В 1965 году совхоз был разделен на «Городищенский» и «Селезнёвский». Совхоз просуществовал до ноября 1992 года, и был преобразован в ТСО АП «Селезневское», был преобразован с 1998 года  в СПК «Селезневский». Его возглавляет Глуздов Николай Александрович.
   13 июля 1941 года началась оккупация Селезней немецкими войсками, а в конце января 1942 года части 4 Ударной Армии освободили Селезни и деревни в округе. Жители Селезневского поселения достойно воевали на фронтах ВОв. Уроженец д. Кривка К.Ф. Скворцов удостоен звания Героя Советского Союза, В. К. Богданов награжден 2-мя орденами Славы, А. В. Саплев – многими боевыми наградами. Николаев П.Т. и А. Е. Неведрова воевали в составе 4 Ударной Армии, награждены боевыми наградами. К. С. Совертков, Д. И. Кухаренко, А. В. Мазуров, А. В. Григорьев и др. награждены многими орденами и медалями.
   В д. Селезни находится большое братское захоронение советских воинов (8041 человек), поименно известны 1992 воина. В 1954–55 гг. сюда перенесены останки солдат из окрестных деревень. 22 июня 2015 года в д. Селезни состоялось перезахоронение останков 97 погибших воинов, поднятых велижскими и владимирскими поисковиками за время работы "Вахты Памяти – 2014" и поисковой экспедиции 2015 года. 22 июля 2016 года также состоялось перезахоронение останков воинов, найденных и поднятых в ходе вахты Памяти на территории деревень Наумовка, Кривка, Бахтеи.        
   В настоящее время на территории Селезневского сельского поселения работают следующие предприятия и организации: СПК «Селезневский» с числом работников 50 человек, Селезневская средняя школа, где обучаются 66 учащихся, и детский сад с численностью 18 детей.
   Долгое время в Селезнях работала участковая больница, сейчас на ее базе врачебная амбулатория, СОГБУ «Селезневский дом-интернат для престарелых и инвалидов». Также работают: безалкогольный цех «Серебряный родник», магазины райпо и частные, ООО «Промлес», ООО «Сапфир», МУП «Коммунальник», почта, дом культуры, библиотека, филиал ООО «Мир текстиля», кафе.   
  В д. Селезни с 2011 года ведется строительство церкви в честь Святой Блаженной Матроны Московской. 
   Селезневское поселение имеет богатые исторические корни, славится своей природой, всегда славилось своими людьми и делами. 
   В 1960 году на базе Селезневской средней школы был создан музей, у истоков создания которого стояла Зентарёва Валентина Алексеевна, учитель истории местной школы, ныне пенсионерка. В настоящее время руководителем музея является Зайцев О. В.
    Ещё в 2004 году в Селезнях работала хлебопекарня. Помимо этого, работает цех по разливу воды «Серебряный родник».
   Селезневское сельское поселение было окружено богатыми лесами (большая часть  которых вырублена), озерами. Оно расположена на берегу величавой реки Западная Двина, где незабываемые закаты и восходы. Природа Селезней прекрасна в любое время года.
        Из Селезней вышло много знаменитых и талантливых людей, которые разъехались в разные уголки страны, но и сейчас в данной местности много неравнодушных к своему краю людей.

## Достопримечательности
- Обелиск на братской могиле 8 тысяч воинов Красной Армии, погибших в 1941—1943 годах, в этой могиле похоронен неоднократный призёр чемпионатов СССР по боксу Фёдор Климов.